# Hampden Park (1873–1883)
Het Hampden Park (ook First Hampden Park) was een multifunctioneel stadion in Glasgow, een stad in Schotland. 

## Historie
Het stadion werd gebouwd in 1873 en geopend op 25 oktober 1873. Het werd vooral gebruikt door voetbalclub Queen's Park FC. Er werden ook wedstrijden gespeeld door het Schotse voetbalelftal. Een aantal keer werd de finale van Scottish Cup in dit stadion gespeeld, dat gebeurde bijvoorbeeld in 1874. In 1883 verliet de thuisclub het stadion omdat er plannen waren om het stadion te slopen vanwege de bouw van een spoorweg (Caledonian Railway). De club vertrok naar een nieuw stadion dat ze ook Hampden Park (of tweede Hampden Park) noemden.

## Interlands
| Voetbalinterlands | Voetbalinterlands | Voetbalinterlands    | Voetbalinterlands | Voetbalinterlands | Voetbalinterlands |
| №                 | Datum             | Wedstrijd            | Uitslag           | Competitie        | Toeschouwers      |
| ----------------- | ----------------- | -------------------- | ----------------- | ----------------- | ----------------- |
| 1                 | 2 maart 1878      | Schotland – Engeland | 7–2               | vriendschappelijk | 10.000            |
| 2                 | 23 maart 1878     | Schotland – Wales    | 9–0               | vriendschappelijk | 6.000             |
| 3                 | 13 maart 1880     | Schotland – Engeland | 5–4               | vriendschappelijk | 12.000            |
| 4                 | 27 maart 1880     | Schotland – Wales    | 5–1               | vriendschappelijk | 2.000             |
| 5                 | 11 maart 1882     | Schotland – Engeland | 5–1               | vriendschappelijk | 10.000            |
| 6                 | 25 maart 1882     | Schotland – Wales    | 5–0               | vriendschappelijk | 5.000             |